# Liste der Monuments historiques in Sturzelbronn
Die Liste der Monuments historiques in Sturzelbronn führt die Monuments historiques in der französischen Gemeinde Sturzelbronn auf.

## Liste der Bauwerke
| Bezeichnung        | Beschreibung                                                                         | Standort               | Kennzeichnung | Schutzstatus | Datum | Bild           |
| ------------------ | ------------------------------------------------------------------------------------ | ---------------------- | ------------- | ------------ | ----- | -------------- |
| Abtei Sturzelbronn | Portal und Pranger, zweites Viertel des 18. Jahrhunderts, der 1790 aufgelösten Abtei | Rue de l’Abbaye (Lage) | PA00107007    | Inscrit      | 1987  | weitere Bilder |

## Liste der Objekte
| Bezeichnung | Beschreibung                                               | Standort                                 | Kennzeichnung | Schutzstatus | Datum | Bild |
| ----------- | ---------------------------------------------------------- | ---------------------------------------- | ------------- | ------------ | ----- | ---- |
| Tympanon    | Sandstein, Mitte des 12. Jahrhunderts; von der Abteikirche | außen an der Kirche Ste-Elisabeth (Lage) | PM57000366    | Classé       | 1982  |      |